# Katakana
Katakana (片仮名 of カタカナ, letterlijk 'gedeeltelijk kana') is een lettergrepenschrift en een van de vormen van het Japanse schrift. De andere vormen zijn kanji, hiragana en het in Latijns schrift overgezette romaji. De katakana-tekens hebben enigszins vierkante, hoekige vormen en zijn de eenvoudigste van de Japanse schrifttekens.

## Gebruik
Katakana-tekens worden gebruikt voor:
- Transliteratie van woorden uit andere talen. Het Japans bevat bijvoorbeeld ongeveer 600 Engelse woorden, zoals fork, table, knife, elevator en computer, die in katakana worden geschreven. Zo wordt televisie geschreven als terebi テレビ. Maar ook het Nederlands heeft een bijdrage geleverd aan de Japanse taal. De Japanse woorden voor onder andere "bier",[1][2][3] "koffie",[1][3] "pincet",[1] "kurkentrekker"[2][3] en "scalpel"[1] zijn allemaal afkomstig uit het Nederlands. Lange klinkers worden daarbij aangegeven met een horizontale verlengingsstreep. Zo wordt koffie geschreven als コーヒー (ko-verlenging-hi-verlenging)
- Het benadrukken van tekst (zoals cursief of vet in het Nederlands gebruikt kunnen worden).
- Klanknabootsing, zoals ヒー (hi) voor "zucht" of ハハ (haha) voor lachen.
- Namen van soorten planten en dieren.
- Sommige voornamen van vrouwen
- Slang
- Telegrammen

Katakana wordt ook gebruikt om de Ainutaal te schrijven. In die taal voorkomende medeklinkers zonder een daarop volgende klinker, wat in het Japans vrijwel niet voorkomt, worden aangeduid met het symbool voor "medeklinker+u". In het geval van sh wordt de medeklinker+i gebruikt. Zo betekent een kleine プ de letter p.
Het katakana-teken ツ wordt ook weleens gebruikt om blijdschap uit te drukken.
De lijnen van de katakana-tekens worden net als kanji en hiragana in een strikte volgorde getekend.
Opmerking: Als er Japanse tekens op de computer zijn geïnstalleerd, kunnen de volgende tabellen met katakana worden bekeken, samen met hun Hepburn-romanisatie.
In de eerste tabel staat het standaard katakana:
| De rode karakters worden niet meer gebruikt: |          |          |          |          |          |          |          |
| ア a | イ i     | ウ u     | エ e     | オ o     |          |          |          |
| カ ka | キ ki    | ク ku    | ケ ke    | コ ko    | キャ kya | キュ kyu | キョ kyo |
| サ sa | シ shi   | ス su    | セ se    | ソ so    | シャ sha | シュ shu | ショ sho |
| タ ta | チ chi   | ツ tsu   | テ te    | ト to    | チャ cha | チュ chu | チョ cho |
| ナ na | ニ ni    | ヌ nu    | ネ ne    | ノ no    | ニャ nya | ニュ nyu | ニョ nyo |
| ハ ha | ヒ hi    | フ fu    | ヘ he    | ホ ho    | ヒャ hya | ヒュ hyu | ヒョ hyo |
| マ ma | ミ mi    | ム mu    | メ me    | モ mo    | ミャ mya | ミュ myu | ミョ myo |
| ヤ ya |          | ユ yu    |          | ヨ yo    |          |          |          |
| ラ ra | リ ri    | ル ru    | レ re    | ロ ro    | リャ rya | リュ ryu | リョ ryo |
| ワ wa | ヰ i     |          | ヱ e     | ヲ wo    |          |          |          |
| |          |          |          | ン n     |          |          |          |
| ガ ga | ギ gi    | グ gu    | ゲ ge    | ゴ go    | ギャ gya | ギュ gyu | ギョ gyo |
| ザ za | ジ ji    | ズ zu    | ゼ ze    | ゾ zo    | ジャ ja  | ジュ ju  | ジョ jo  |
| ダ da | ヂ ji    | ヅ zu    | デ de    | ド do    |          |          |          |
| バ ba | ビ bi    | ブ bu    | ベ be    | ボ bo    | ビャ bya | ビュ byu | ビョ byo |
| パ pa | ピ pi    | プ pu    | ペ pe    | ポ po    | ピャ pya | ピュ pyu | ピョ pyo |
| In de tweede tabel staan moderne toevoegingen aan het katakana, die worden gebruikt om de uitspraak van woorden in andere talen weer te kunnen geven. |          |          |          |          |          |          |          |
| |          |          | イェ ye  |          |          |          |          |
| | ウィ wi  |          | ウェ we  | ウォ wo  |          |          |          |
| ヴァ va | ヴィ vi  | ヴ vu    | ヴェ ve  | ヴォ vo  |          |          |          |
| |          |          | シェ she |          |          |          |          |
| |          |          | ジェ je  |          |          |          |          |
| |          |          | チェ che |          |          |          |          |
| | ティ ti  | トゥ tu  |          |          |          |          |          |
| | ディ di  | ドゥ du  |          |          |          |          |          |
| ツァ tsa | ツィ tsi |          | ツェ tse | ツォ tso |          |          |          |
| ファ fa | フィ fi  |          | フェ fe  | フォ fo  |          |          |          |
| |          | フュ fyu |          |          |          |          |          |

## Pennenstreek volgorde en richting
De volgende tabel toont de schrijfmethodiek van elk katakana-karakter. De nummers en pijlen geven respectievelijk de pennenstreek volgorde en richting weer.

## Oorsprong van het katakana
Katakana ontstond na het hiragana tijdens het Heian tijdperk (794-1185). Het is ontwikkeld door studenten die luisterden naar colleges over klassieke Boeddhistische teksten. Zij schreven in hun tekst karakters die de uitspraak weergaven van tekens die zij niet kenden, of als het schrijven van woorden met het juiste Chinese karakter onbekend was. Zij gebruikten daarvoor delen van oorspronkelijke Chinese karakters. Bijvoorbeeld het teken voor ka カ is afgeleid van de linkerkant van ka 加 "toename". De figuur hiernaast toont de afleiding van katakana uit manyogana. Het hiragana daarentegen is een cursieve versie van volledige Chinese karakters. Omdat katakana oorspronkelijk sterk geassocieerd was met studeren en wetenschap, werd het schrift vooral door mannen gebruikt, in tegenstelling tot het hiragana. In het jaar 1900 werden de karakters voor gebruik in scholen definitief vastgesteld. Twee, niet meer gebruikte hiragana- en katakana-tekens, werden kort na de Tweede Wereldoorlog afgeschaft. Beide schriftsoorten hebben tegenwoordig dus 46 basis-karakters. Toch heten beide tekensets nog steeds "Gojūon" (50 klanken): hiragana no gojūon en katakana no gojūon.

## Katakana in Unicode
In Unicode neemt katakana de code U+30A0 tot U+30FF in;
|     |  | 0  | 1  | 2  | 3  | 4  | 5  | 6  | 7  | 8  | 9  | A  | B  | C  | D  | E  | F  |
| --- |  | -- | -- | -- | -- | -- | -- | -- | -- | -- | -- | -- | -- | -- | -- | -- | -- |
| 30A |  | ゠ | ァ | ア | ィ | イ | ゥ | ウ | ェ | エ | ォ | オ | カ | ガ | キ | ギ | ク |
| 30B |  | グ | ケ | ゲ | コ | ゴ | サ | ザ | シ | ジ | ス | ズ | セ | ゼ | ソ | ゾ | タ |
| 30C |  | ダ | チ | ヂ | ッ | ツ | ヅ | テ | デ | ト | ド | ナ | ニ | ヌ | ネ | ノ | ハ |
| 30D |  | バ | パ | ヒ | ビ | ピ | フ | ブ | プ | ヘ | ベ | ペ | ホ | ボ | ポ | マ | ミ |
| 30E |  | ム | メ | モ | ャ | ヤ | ュ | ユ | ョ | ヨ | ラ | リ | ル | レ | ロ | ヮ | ワ |
| 30F |  | ヰ | ヱ | ヲ | ン | ヴ | ヵ | ヶ | ヷ | ヸ | ヹ | ヺ | ・ | ー | ヽ | ヾ | ヿ |